# Jean-Marie Serreau
Jean-Marie Serreau (28 de abril de 1915 – 22 de mayo de 1973) fue un actor y director teatral de nacionalidad francesa, alumno de Charles Dullin.  

## Biografía
Nacido en Poitiers, Francia, dirigió el Théâtre de Babylone, en París, en los años 1950 y 1960, fundando el Théâtre de la Tempête en La Cartoucherie del bosque de Vincennes en 1970. A lo largo de su trayectoria llevó a escena piezas de autores de vanguardia como Samuel Beckett, Jean Genet y Eugène Ionesco, trabajando también con obras de Kateb Yacine y Aimé Césaire.
Casado con la escritora y directora teatral Geneviève Serreau, fue el padre de Dominique Serreau, Coline Serreau y Nicolas Serreau.
Jean-Marie Serreau falleció en París, Francia, en 1973.

## Teatro

### Actor
- 1938 : La Jalousie du barbouillé, de Molière, escenografía de Jean-Marie Serreau, gira en Béarn
- 1943 : Monsieur de Pourceaugnac, de Molière, escenografía de Charles Dullin, Théâtre de la Ville
- 1945 : Le Faiseur, de Honoré de Balzac, escenografía de Charles Dullin, Théâtre de la Ville
- 1946 : La Femme silencieuse, de Marcel Achard a partir de Ben Jonson, escenografía de Jean-Marie Serreau, gira en Alemania
- 1947 : El proceso, de Franz Kafka, adaptación de André Gide, escenografía de Jean-Louis Barrault, Théâtre Marigny
- 1947 : Androclès et le Lion, de George Bernard Shaw, escenografía de Christine Tsingos, Théâtre de la Gaîté-Montparnasse
- 1948 : Le Portefeuille, de Octave Mirbeau, escenografía de Christine Tsingos, Théâtre de la Gaîté-Montparnasse
- 1949 : George Dandin, de Molière, escenografía de Jean-Marie Serreau y François Vibert, giras por Francia y Alemania[1]
- 1949 : Le Bossu, de Paul Féval y Anicet Bourgeois, escenografía de Jean-Louis Barrault, Théâtre Marigny
- 1950 : L'Exception et la Règle, de Bertolt Brecht, escenografía de Jean-Marie Serreau, Poche Montparnasse
- 1950 : Le Gardien du tombeau, de Franz Kafka, escenografía de Jean-Marie Serreau, Poche Montparnasse
- 1952 : La Jarre, de Luigi Pirandello, escenografía de Jacques Mauclair, Théâtre de Babylone
- 1952 : Spartacus, de Max Aldebert, escenografía de Jean-Marie Serreau, Théâtre de Babylone
- 1952 : Méfie-toi, Giacomino, de Luigi Pirandello, escenografía de Jacques Mauclair, Théâtre de Babylone
- 1952 : Cecè, de Luigi Pirandello, escenografía de Jacques Mauclair, Théâtre de Babylone
- 1952 : La Maison brûlée, de August Strindberg, escenografía de Frank Sundström, Théâtre de Babylone
- 1953 : Si Camille me voyait, de Roland Dubillard, escenografía de Jean-Marie Serreau, Théâtre de Babylone
- 1953 : Tous contre tous, de Arthur Adamov, escenografía de Jean-Marie Serreau, Théâtre de Babylone
- 1954 : Bellavita, de Luigi Pirandello, escenografía de Jean-Marie Serreau, Théâtre Marigny
- 1954 : Homme pour homme, de Bertolt Brecht, escenografía de Jean-Marie Serreau, Théâtre des Célestins y Théâtre de l'Œuvre
- 1956 : Chaud et froid, de Fernand Crommelynck, escenografía del autor, Théâtre de l'Œuvre
- 1956 : Le Paria, de August Strindberg, escenografía de Michel Etcheverry, Théâtre de l'Œuvre
- 1956 : Los bajos fondos, de Máximo Gorki, escenografía de Sacha Pitoëff, Théâtre de l'Œuvre
- 1958 : Así que pasen cinco años, de Federico García Lorca, escenografía de Guy Suarès, Théâtre Récamier
- 1959 : Tueur sans gages, de Eugène Ionesco, escenografía de José Quaglio, Théâtre Récamier
- 1960 : Un barrage contre le Pacifique, de Marguerite Duras, adaptación de Geneviève Serreau, escenografía de Jean-Marie Serreau, Teatro de los Campos Elíseos
- 1960 : Biedermann et les incendiaires, de Max Frisch, escenografía de Jean-Marie Serreau, Théâtre de Lutèce
- 1961 : Amadeo o cómo salir del paso, de Eugène Ionesco, escenografía de Jean-Marie Serreau, Teatro del Odéon
- 1962 : Le Tableau, de Eugène Ionesco, escenografía de Jean-Marie Serreau, Théâtre de l'Œuvre
- 1962 : L'avenir est dans les œufs ou il faut de tout pour faire un monde, de Eugène Ionesco, escenografía de Jean-Marie Serreau, Théâtre de la Gaîté-Montparnasse
- 1962 : Le Tableau, de Eugène Ionesco, escenografía de Jean-Marie Serreau, Théâtre de l'Œuvre
- 1962 : Biedermann et les incendiaires, de Max Frisch, escenografía de Jean-Marie Serreau, Théâtre Récamier
- 1963 : L'avenir est dans les œufs ou il faut de tout pour faire un monde, de Eugène Ionesco, escenografía de Jean-Marie Serreau, Teatro del Ambigu Comique
- 1963 : Amadeo o cómo salir del paso, de Eugène Ionesco, escenografía de Jean-Marie Serreau, Teatro del Ambigu Comique
- 1963 : La Femme sauvage ou Le Cadavre encerclé, de Kateb Yacine, escenografía de Jean-Marie Serreau, Théâtre Récamier
- 1963 : Si Camille n'était conté, de Roland Dubillard, escenografía de Jean-Marie Serreau, Théâtre de Lutèce
- 1965 : La Tragédie du roi Christophe, de Aimé Césaire, escenografía de Jean-Marie Serreau, Teatro del Odéon
- 1966 : Eris, de Lee Falk, escenografía de Georges Vitaly, Théâtre La Bruyère
- 1966 : Mêlées et démêlées, de Eugène Ionesco, escenografía de Georges Vitaly, Théâtre La Bruyère
- 1967 : Une saison au Congo, de Aimé Césaire, escenografía de Jean-Marie Serreau, Théâtre de l'Est parisien
- 1970 : La Mort de Bessie Smith, de Edward Albee, escenografía de Jean-Marie Serreau

### Director
- 1938 : L’Impromptu de Barbe Bleu, de Pierre Barbier,[2] gira en Béarn
- 1938 : La Jalousie du barbouillé, de Molière, gira en Béarn
- 1946 : Le Marchand d'étoiles, de Geneviève Serreau, Théâtre des Bouffes du Nord
- 1946 : La Femme silencieuse, de Marcel Achard a partir de Ben Jonson, gira en Alemania
- 1947 : La cabeza del dragón, de Ramón María del Valle-Inclán, gira
- 1947 : L'Exception et la Règle. de Bertolt Brecht, Théâtre des Noctambules
- 1948 : L'Auberge Pleine. de Jean Variot, gira
- 1948 : Le Paquebot Tenacity, de Charles Vildrac, gira
- 1949 : George Dandin, de Molière, con François Vibert, giras por Francia y Alemania
- 1950 : L'Exception et la Règle, de Bertolt Brecht, Poche Montparnasse
- 1950 : Le Gardien du tombeau, de Franz Kafka, Poche Montparnasse
- 1950 : Le Roi Cerf, de Carlo Gozzi, gira
- 1950 : La Grande et la Petite Manœuvre, de Arthur Adamov, Théâtre des Noctambules
- 1952 : Spartacus, de Max Aldebert, Théâtre de Babylone
- 1952 : La Maison brûlée, de August Strindberg, Théâtre de Babylone
- 1953 : Tous contre tous, de Arthur Adamov, Théâtre de Babylone
- 1953 : La Rose des vents, de Charles Spaak, Théâtre de Babylone
- 1953 : L'Incendie à l'Opéra, de Georges Kaiser, Théâtre de Babylone
- 1953 : Si Camille me voyait, de Roland Dubillard, Théâtre de Babylone
- 1954 : Bellavita, de Luigi Pirandello, Théâtre Marigny
- 1954 : Amadeo o cómo salir del paso, de Eugène Ionesco, Théâtre de Babylone
- 1954 : Homme pour homme, de Bertolt Brecht, Théâtre des Célestins, Théâtre de l'Œuvre
- 1955 : Un marido ideal, de Oscar Wilde, Théâtre de l'Œuvre
- 1956 : Hommage à Brecht, de Geneviève Serreau y Antoine Vitez, Teatro de la Alliance française
- 1957 : Amadeo o cómo salir del paso, de Eugène Ionesco, Teatro de la Alliance française
- 1957 : Les Coréens, de Michel Vinaver, Teatro de la Alliance française
- 1958 : Le Cadavre encerclé, de Kateb Yacine, Théâtre de Lutèce
- 1959 : Pique-nique en campagne, de Fernando Arrabal, Théâtre de Lutèce
- 1960 : Un barrage contre le Pacifique, de Marguerite Duras, adaptación de Geneviève Serreau, Teatro de los Campos Elíseos
- 1960 : Hommage à Paul Éluard, Teatro del Ambigu Comique
- 1960 : Biedermann et les incendiaires, de Max Frisch, Théâtre de Lutèce
- 1961 : La Rouille, de Carlos Semprún, Teatro de la Alliance française
- 1961 : Las criadas, de Jean Genet, Teatro del Odéon
- 1961 : Amadeo o cómo salir del paso, de Eugène Ionesco, Teatro del Odéon
- 1962 : Tilt de Philippe Curval, Théâtre Récamier
- 1962 : Gilda appelle Mae-West, de Michel Parent, Festival des Nuits de Bourgogne Dijon
- 1962 : Le Tableau, de Eugène Ionesco, Théâtre de l'Œuvre, Théâtre de la Gaîté-Montparnasse
- 1962 : Las criadas, de Jean Genet, Théâtre de l'Œuvre
- 1962 : Amadeo o cómo salir del paso, de Eugène Ionesco, Théâtre de la Gaîté-Montparnasse
- 1962 : L'avenir est dans les œufs ou il faut de tout pour faire un monde, de Eugène Ionesco, Théâtre de la Gaîté-Montparnasse
- 1962 : Le Tableau, de Eugène Ionesco, Théâtre de l'Œuvre
- 1962 : Amadeo o cómo salir del paso, de Eugène Ionesco, Teatro del Ambigu Comique
- 1962 : Biedermann et les incendiaires, de Max Frisch, Théâtre Récamier
- 1963 : La Femme sauvage ou Le Cadavre encerclé, de Kateb Yacine, Théâtre Récamier
- 1963 : Si Camille n'était conté, de Roland Dubillard, Théâtre de Lutèce
- 1964 : Comédie, de Samuel Beckett, Théâtre du Pavillon de Marsan
- 1965 : La Tragédie du roi Christophe, de Aimé Césaire, Teatro del Odéon
- 1966 : Comédie, de Samuel Beckett, Teatro del Odéon
- 1966 : La Soif et la faim, de Eugène Ionesco, Comédie-Française
- 1966 : Va et vient, de Samuel Beckett, Teatro del Odéon
- 1967 : Les ancêtres redoublent de férocité, de Kateb Yacine, Teatro Nacional Popular y Théâtre de Chaillot
- 1967 : Une saison au Congo, de Aimé Césaire, La Fenice, Théâtre de l'Est parisien
- 1968 : L'Otage, de Paul Claudel, Comédie-Française
- 1968 : Les Rosenberg ne doivent pas mourir, de Alain Decaux, Tréteaux de France
- 1968 : Drôle de baraque, de Adrienne Kennedy, Teatro del Odéon
- 1968 : Uhuru, a partir de Aimé Césaire y Kateb Yacine, Théâtre de l'Hôtel de Ville du Havre
- 1968 : Arc-en-ciel pour l'Occident chrétien, de René Depestre, Théâtre de la Cité internationale
- 1968 : Les Rosenberg ne doivent pas mourir, de Alain Decaux, Tréteaux de France, 1969 : Teatro de la Porte Saint-Martin
- 1969 : Comédie, de Samuel Beckett, Théâtre de Poche Montparnasse
- 1969 : Le Pain dur, de Paul Claudel, Comédie-Française
- 1969 : Une tempête, de Aimé Césaire a partir de William Shakespeare, Théâtre de l'Ouest parisien y  Théâtre de la Cité internationale
- 1970 : La Mort de Bessie Smith, de Edward Albee, Théâtre du Midi
- 1971 : Amadeo o cómo salir del paso, de Eugène Ionesco, Poche Montparnasse
- 1971 : Béatrice du Congo, de Bernard Dadié, Festival de Aviñón
- 1972 : Le Printemps des bonnets rouges, de Paol Keineg, Théâtre de la Tempête